# On connaît la chanson
On connaît la chanson (É Sempre a Mesma Cantiga (título em Portugal) ou Amores Parisienses (título no Brasil)) é um filme francês de Alain Resnais estreado em 1997.

## Elenco
- Pierre Arditi: Claude Lalande
- Sabine Azéma: Odile Lalande, a esposa de Claude
- Jean-Pierre Bacri: Nicolas
- André Dussolier: Simon
- Agnès Jaoui: Camille, a irmã mais nova de Odile
- Lambert Wilson: Marc Duveyrier, o patrão de Simon
- Jane Birkin: Jane, la femme de Nicolas
- Jean-Paul Roussillon: o pai de Odile e de Camille
- Dominique Rozan: o avô revertido
- Jean-Chrétien Sibertin-Blanc: o jovem que voltou
- Jean-Pierre Darroussin: o homem com o cheque

## Banda sonora
| - Joséphine Baker: J'ai deux amours - Dalida e Alain Delon: Paroles, paroles - Charles Aznavour: Et moi dans mon coin - René Koval: C'est dégoutant mais nécessaire - Simone Simon: Afin de plaire à son papa - Gaston Ouvrard: Je n'suis pas bien portant - Albert Préjean: Je m'donne - Jacques Dutronc: J'aime les filles - Michel Sardou: Déjà vu - Gilbert Bécaud: Nathalie - Maurice Chevalier: Dans la vie faut pas s'en faire - Arletty: Et le reste - Édith Piaf: J'm'en fous pas mal - Alain Bashung: Vertige de l'amour - Sheila: L'école est finie - Serge Lama: Je suis malade - Léo Ferré: Avec le temps - Henri Garat: Avoir un bon copain | - Jane Birkin: Quoi - France Gall: Résiste - Albert Préjean: Amusez-vous - Henri Garat: La tête qu'il faut faire - Alain Souchon: Sous les jupes des filles - Eddy Mitchell: La Dernière Séance - Sylvie Vartan: La Plus Belle pour aller danser - Serge Gainsbourg: Je suis venu te dire que je m'en vais - Eddy Mitchell: Je vous dérange - Téléphone: Ça (c'est vraiment toi) - Dranem: Quand on perd la tête - Johnny Hallyday: Ma gueule - Pierre Perret: Mon p'tit loup - Claude François: Le Mal-aimé - Michel Jonasz: J'veux pas qu'tu t'en ailles - Julien Clerc: Ce n'est rien - Claude François: Chanson populaire - Eddy Mitchell: Blues du blanc |

## Principais prémios e indicações
- César de melhor filme
- Nomeação ao César de melhor realizador - Alain Resnais
- César de melhor argumento original ou adaptação - Agnès Jaoui e Jean-Pierre Bacri
- César de melhor ator - André Dussollier
- Nomeação ao César de melhor atriz - Sabine Azéma
- César de melhor ator secundário - Jean-Pierre Bacri
- Nomeação ao César de melhor ator secundário - Lambert Wilson
- César de melhor atriz secundária - Agnès Jaoui
- Nomeação ao César de melhor banda sonora original - Bruno Fontaine
- César de melhor som - Michel Klochendler
- Nomeação ao César de melhor decoração - Jacques Saulnier
- César de melhor montagem - Hervé de Luze